# Valladolid (kommun i Honduras)
Valladolid är en kommun i Honduras.   Den ligger i departementet Departamento de Lempira, i den västra delen av landet, 160 km väster om huvudstaden Tegucigalpa. Antalet invånare är 3 553. Arean är 81 kvadratkilometer.
Terrängen i Valladolid är huvudsakligen kuperad.